# Tomáš Forró
Tomáš Forró (* 1979) je slovenský novinář, který se věnuje krizovým oblastem. 

## Životopis
Pracoval jako reportér a fotograf pro slovenský Denník N, v současnosti pracuje na volné noze. Jako reportér se mj. věnoval konfliktu na Ukrajině a státním rozvratu ve Venezuele. 

## Dílo
- Donbas. Reportáž z ukrajinského konfliktu. Praha 2020. ISBN 978-80-7637-048-7.
- Zlatá horečka. Venezuela a pád civilizace. Praha 2023. ISBN 978-80-7637-332-7.